# Liste des cathédrales de Newcastle upon Tyne
Plusieurs confessions chrétiennes ont une cathédrale à Newcastle upon Tyne, en Angleterre au Royaume-Uni :
- la cathédrale Saint-Nicolas se rattache à l’Église d’Angleterre ;
- la cathédrale Sainte-Marie se rattache à l’Église catholique.